# Prescott (Gloucestershire)
Prescott – osada i civil parish w Anglii, w Gloucestershire, w dystrykcie Tewkesbury. W 2001 roku civil parish liczyła 108 mieszkańców.